# 戴建業 (1968年)
戴建業（葡萄牙語：Tai Kin Ip，1968年—），出生於澳門，自1995年投入公職並於經濟局工作；曾任澳門特別行政區經濟局副局長、前工商業發展基金主席，2016年4月至今擔任經濟及科技發展局局長，現任第六屆澳門特別行政區經濟財政司司長。

## 注脚
1. ↑  在2021年2月1日前稱為經濟局局長。